# Dôme (géographie)
Pour les articles homonymes, voir dôme.
En géographie on appelle dôme un relief arrondi.
Exemples :
- Dôme de Vredefort
- Dôme du Goûter
- Dôme de neige des Écrins
- Demi-Dôme de la Vallée de Yosemite
- Dôme de Tharsis
- Dôme de Barrot

Le dôme peut aussi caractériser un relief d'origine volcanique qui s'est constitué lors d'une éruption de type péléen :
- On parle aussi des monts Dômes pour désigner la chaîne des Puys en Auvergne.
- Le plus connu de ces monts Dômes est le puy de Dôme.